# Старый Трык
Старый Трык — деревня в Кизнерском районе Удмуртской республики.

## География
Находится в юго-западной части Удмуртии на расстоянии приблизительно 6 км на север-северо-восток по прямой от районного центра поселка Кизнер.

## История
Известна с 1717 года как деревня Трык Омга с 11 дворами. В 1802 году 19 дворов, в 1873 — 40, в 1893 — 81, в 1905—102, в 1926—158. До 2021 года входила в состав Ягульского сельского поселения.

## Население
Постоянное население составляло 52 человека (1717 год), 224 (1767), 53 (мужчины, 1802), 465 (1893, все русские), 614 (1905), 736 (1926), 55 в 2002 году (русские 89 %), 36 в 2012.